# FK Blagaj
FK Blagaj je bosanskohercegovački nogometni klub iz Blagaja kod Mostara.

## Povijest
Klub je osnovan 1937. godine. U sezoni 2013./14. osvojili su prvo mjesto u 1. županijskoj ligi HNŽ i tako ostvarili plasman u Drugu ligu FBiH – Jug. Od mlađih uzrasnih kategorija u klubu djeluju pioniri i predpioniri, te juniori i kadeti koji se natječu u Omladinskoj ligi BiH – Jug.
Trenutačno se natječu u 1. županijskoj ligi HNŽ.

## Pregled plasmana po sezonama
| Sezona    | Rang | Liga                   | Plasman | Izvori |
| --------- | ---- | ---------------------- | ------- | ------ |
| 2016./17. | IV.  | 1. županijska liga HNŽ | 3.      | [ 1 ]  |
| 2017./18. | IV.  | 1. županijska liga HNŽ | 6.      | [ 2 ]  |
| 2018./19. | IV.  | 1. županijska liga HNŽ | 3.      | [ 3 ]  |
| 2019./20. | IV.  | 1. županijska liga HNŽ | 2.      | [ 4 ]  |
| 2020./21. | IV.  | 1. županijska liga HNŽ | 4.      | [ 5 ]  |
| 2021./22. | IV.  | 1. županijska liga HNŽ | 4.      | [ 6 ]  |
| 2022./23. | IV.  | 1. županijska liga HNŽ | 2.      | [ 7 ]  |
| 2023./24. | IV.  | 1. županijska liga HNŽ | 3.      | [ 8 ]  |
| 2024./25. | IV.  | 1. županijska liga HNŽ | –       |        |